# Raúl Otero
Raúl Omar Otero Larzábal (Montevidéu, 15 de janeiro de 1970) é um ex-futebolista uruguaio que atuava como volante ou zagueiro.
Ele é irmão mais velho do ex-atacante Marcelo Otero.

## Títulos
Olimpia
- Campeonato Paraguaio: 2000